# Stazione di Paestum
La stazione di Paestum è una fermata della ferrovia Battipaglia-Reggio Calabria posizionata nelle immediate vicinanze dell'omonimo sito archeologico e ad un chilometro circa dal museo, nel comune di Capaccio Paestum.
È servita da quasi tutti i treni a carattere regionale e vari InterCity. L'impianto è classificato da RFI nella categoria "Silver", attualmente in fase di restauro nell'ambito del progetto Pegasus.

## Storia
La stazione di Pesto fu inaugurata nel 1883 , e fu ribattezzata nel 1927 Paestum.
L'attuale stazione fu inaugurata nel 1936 in occasione della visita al sito dell'antica Poseidonia di Vittorio Emanuele III di Savoia e di Benito Mussolini.

## Architettura
La stazione è dotata di un edificio su due livelli. Il comune di Capaccio ha preso possesso del piano terra per evitare che fosse soppressa dalle Ferrovie dello Stato e intende rivalutarla. Sono conservati nella stazione diversi mobili d'epoca del ventennio fascista.
Secondo i progetti, lo scalo ferroviario ospiterà anche un centro artistico che accoglierà le opere degli artisti che vorranno esporre i propri capolavori a Paestum; verrà anche allestita una sala d'aspetto per tutti i turisti che viaggiano in treno.